# 章党街道
章党街道，是中华人民共和国辽宁省抚顺市东洲区下辖的一个乡镇级行政单位。

## 行政区划
章党街道下辖以下地区：
天湖社区、河东社区、河西社区、水泥社区、火电社区、水库街社区、线桥社区、粮库社区、章党村和章党朝村。